# (199950) Sierpc
(199950) Sierpc est un astéroïde de la ceinture principale.

## Description
(199950) Sierpc est un astéroïde de la ceinture principale. Il fut découvert le 16 avril 2007 à Charleston (ville de l'Illinois) par l'Observatoire de recherche astronomique. Il présente une orbite caractérisée par un demi-grand axe de 2,41 UA, une excentricité de 0,14 et une inclinaison de 7,7° par rapport à l'écliptique.

## Compléments